# Lago Hanna
Lago Hanna (en urdu: ہنہ جھيل) es un lago cerca de la ciudad de Quetta, en Pakistán. Constituye uno de los principales atractivos de la ciudad y una represa y embalse que fue construido en el período colonial Británico.
En 1894, una pequeña presa fue construida en el principal camino de urak para retener el agua en el lago Hanna, con el flujo que proveniente de la cordillera de las Montañas Zarghoon.